# Esperanza Norte
Esperanza Norte är en ort i Mexiko.   Den ligger i kommunen Tenosique och delstaten Tabasco, i den sydöstra delen av landet, 800 km öster om huvudstaden Mexico City. Esperanza Norte ligger 34 meter över havet och antalet invånare är 331.
Terrängen runt Esperanza Norte är platt. Runt Esperanza Norte är det ganska glesbefolkat, med 26 invånare per kvadratkilometer. Närmaste större samhälle är Tenosique de Pino Suárez, 10,4 km sydväst om Esperanza Norte. Trakten runt Esperanza Norte består till största delen av jordbruksmark.